# Szaúd-Arábia és Irán kapcsolata

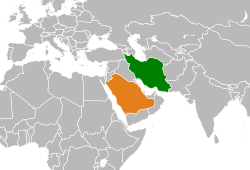
Szaúd-Arábia és Irán

Az Iráni Iszlám Köztársaság és a Szaúd-Arábiai Királyság közti bilaterális kapcsolatokat számos geopolitikai kérdés terheli, többek közt az iszlám értelmezése, az iszlám világ feletti vezetésre való törekvés, az olaj export politika, valamint az Egyesült Államokkal és a Nyugattal való kapcsolatuk. Habár Szaúd-Arábia és Irán is mindketten muszlim-többségű nemzetek és az Iszlám Szentírás szabályait követik, hitükből eredő különbözőségük miatt kapcsolatuk feszültséggel telített.
Szaúd-Arábia egy konzervatív szunnita iszlám királyság, mely régóta szoros kapcsolatot ápol az Egyesült Államokkal és az Egyesült Királysággal. Irán ezzel szemben síita iszlám köztársaság, mely egy nyugatellenes forradalom következményeképp alapult meg.
Szaúd-Arábia és Irán esetében is láthatunk törekvéseket az iszlám világ feletti vezetésre, azonban mindkettőnek más elképzelésük van a stabilitásról és a regionális rendről. Az Iszlám Forradalom után, kapcsolatuk jelentősen megromlott miután Irán azzal vádolta Szaúd-Arábiát, hogy az ország az Egyesült Államok képviselője és az iszlám értékek helyett inkább az amerikaiak érdekeit képviseli a Perzsa-öbölben. Mindemellett Szaúd-Arábia aggódik, hogy Irán célja az 1979-es forradalom vívmányainak kiterjesztése a Perzsa-öböl térségére – különösen Irakra –, továbbá Irán nagy port kavaró, sokat vitatott nukleáris programja is aggasztja a királyságot.
A két ország közti feszültségek hol növekedtek, hol csökkentek. Az országok közti kapcsolat elmérgesedése főleg az Iszlám Forradalomnak, a nukleáris programnak, és a 2011-ben állítólag Irán által, a szaúdi nagykövet ellen elkövetett merényletnek köszönhető. Számos kísérlet volt kapcsolatuk fejlesztésére. Az 1991-es öbölháború után jelentős enyhülést figyelhetünk meg. 2007 márciusában például Ahmadinezsad (Irán akkori elnöke) látogatást tett Rijádba, a reptéren Abdullah király üdvözölte és a sajtó „testvéri nemzetek” címmel utalt a két országra.
A politikai ideológiák és a kormányzás közti különbségek is szétválasztották a két országot. Az Iráni Iszlám Köztársaság az „iszlám jogtudósok gondnoksága” nevű alapelven nyugszik, melynek lényege, hogy a faqih (iszlám jogtudós) minden muszlim felett gyakorolja a felügyeletet, a kormányzást is beleértve. Irán legfelső vezetője egy síita jogtudós. Az 1979-es forradalom vezéralakja, Homeini ajatollah ideológiailag ellenezte a királyságot, úgy vélte ugyanis, hogy az ellentétes az iszlám elveivel. Ezzel szemben a szaúd-arábiai királyság egy konzervatív, nem forradalmi, politikailag a vallási vezetők felé elkötelezett rendszer, akik a monarchiát és a királyt támogatják. Szaúd-Arábia jelentős síita kisebbséggel rendelkezik, akik számtalanszor panaszkodnak az őket érő diszkrimináció miatt, és ez néhány esetben oly messzire ment, hogy a király és az egész rendszer megdöntésére irányuló kísérletként könyvelhetjük el.
Mivel mindkét ország hatalmas kőolaj és földgáz exportőr, gyakoriak az energiapolitikából fakadó összecsapások. Szaúd-Arábia, az óriási olajtartaléka és a kisebb népessége miatt a kőolaj mérsékelt, egyenletes áron történő értékesítésében érdekelt hosszú távon a globális piacon. Ezzel szemben Irán az amerikai szankciók által okozott alacsony életszínvonal miatt kénytelen az olaját magas árakon értékesíteni.

## Ország összehasonlítás
|                         | Szaúd-Arábia                            | Irán                                              |
| ----------------------- | --------------------------------------- | ------------------------------------------------- |
| Népesség (2016)         | 29,196,000                              | 83,176,000                                        |
| Terület                 | 2,149,690 km²                           | 1,648,195 km²                                     |
| Főváros                 | Rijád                                   | Teherán                                           |
| Legnagyobb város        | Rijád – 5,254,560                       | Teherán – 8,944,535                               |
| Államforma              | abszolút monarchia                      | iszlám köztársaság                                |
| Jelenlegi vezető (2016) | Szalman szaúdi király                   | Ali Hámenei                                       |
| Hivatalos nyelv         | arab                                    | perzsa                                            |
| Vallás                  | 90% szunnita muszlim, 10% síita muszlim | 90% síita muszlim , 8% szunnita muszlim, 2% egyéb |
| Valuta                  | Szaúdi riál (SR) (SAR)                  | Iráni riál (IIR)                                  |

## 2016: Nimr al-Nimr sejk kivégzése
2016 január 2-án a szaúdi kormány 47 embert végzett ki terrorizmus vádjával. Az országban gyakoriak a kivégzések, azonban ezúttal az áldozatok közt volt egy síita hitszónok, aki éveken át éles kritikával illette a szaúdi vezetést. Nimr al-Nimr főpap meghatározó alakja volt a 2011-ben Szaúd-Arábia keleti régiójában kitört tüntetéseknek, állítása szerint az országban igazságtalanul bánnak a síita kisebbséggel és gyilkolják őket. Nimr főpapot 2012-ben tartóztatták le zavargásra való felbujtás vádjával. 
A január 2-án történt kivégzést nemcsak Irán, Irak és Libanon vezetői ítélték el, hanem a nyugati kormányok és az EU is tiltakozását fejezte ki.
 Irán válasza a kivégzésre 
Ali Hámenei ajatollah a történtek utáni beszédében figyelmeztette a szaúdi politikusokat, hogy "isteni bosszúval" kell majd szembenézniük a főpap kivégzése miatt. Hámenei beszéde után pár órával tüntetők lepték el a Teheránban lévő szaúdi nagykövetséget, egy részét felgyújtották, Molotov-koktélokat dobáltak az épületre, berendezést rongáltak. A zavargás után 40 embert vettek őrizetbe a hatóságok.